# Mezzenile
Mezzenile (en français Mesnil) est une commune italienne de la ville métropolitaine de Turin, dans la région Piémont.

## Géographie
Mezzenile est située dans les vallées de Lanzo. Le chef-lieu est située sur la droite de la rivière Stura di Lanzo, et le territoire communal part du fond de la vallée jusqu'à la crête qui sépare la vallée principale de la Stura de la vallée de Viù (it).

## Histoire
La ville de Mezzenile s'étendait autrefois vers le nord, y compris le village de Pessinetto.
Le 14 avril 1577, elle a été rattachée au territoire, Filippo I d'Este (it).
En 1724, elle fut accordée au sénateur Guglielmo Beltramo di Monasterolo. Après la mort de ce dernier en 1791, sans avoir eu d'héritiers, sa vente la fit passer en 1793 à Michele Antonio Francesetti, comte de Hautecourt, après paiement d'une somme de 14 000 lires.

## Lieux et monuments
- L'église paroissiale Saint Martin : elle fut consacrée en 1868 mais le bâtiment est beaucoup plus ancien et le clocher conserve encore quelques structures datant de l'époque romane.
- L'écomusée des chiodaioli : situé dans la frazione de Forneri, il rappelle l'une des principales activités économiques autrefois présente sur le territoire municipal.
- Le château des comtes Francesetti : lié aux seigneurs féodaux du pays. Il se caractérise principalement par des interventions datées du XIXe siècle sur le bâtiment.
- Les grottes de Pugnetto (it), la plus longue d'Italie dans du calcschiste. C'est un site protégé par l'Union européenne dans le cadre du réseau Natura 2000 pour la faune endémique.

## Administration
| Période                                  | Période | Identité         | Étiquette | Qualité |
| ---------------------------------------- | ------- | ---------------- | --------- | ------- |
| 2014                                     |         | Roberto Grappolo |           |         |
| Les données manquantes sont à compléter. |         |                  |           |         |

### Communes limitrophes
Ceres, Ala di Stura, Pessinetto, Traves, Viù, Lemie.